# Luteránské gymnázium (Velké Meziříčí)
Luteránské gymnázium ve Velkém Meziříčí existovalo ve Velkém Meziříčí v poslední čtvrtině 16. století. Jeho budova stojí dodnes.
Založení gymnázia (latinské akademie) bylo usneseno roku 1576. Budovu gymnázia nechala v roce 1578 postavit Alena Berková-Meziříčská z Lomnice. Tato jednopatrová budova, obdélníkového půdorysu, ve stylu vlašské renesance je obdobou Palazzo Pompei ve Veroně. Autorem budovy je neznámý italský stavitel. Fasády zdobí ve sgrafitu provedená bosáž.
K roku 1602 je již doloženo zavření gymnázia. Po zrušení gymnázia sloužila část budovy jako modlitebna místní luterské komunity. V polovině 17. století (někdy před rokem 1677) v ní zřídil Rudolf z Kounic panský pivovar. Ten fungoval až do roku 1949. Poté sloužila budova městu. Koncem 50. let 20. století byla restaurována; od 60. let 20. století v ní byla umělecká škola (do roku 2001) a knihovna (do roku 2003).

## Muzeum Kodet
Historická budova je od roku 2020 ve vlastnictví malíře Kristiána Kodeta, který zde pod názvem Muzeum Kodet zřídil expozici výtvarných děl tří generací příslušníků rodiny Kodetů. Muzeum bylo otevřeno pro veřejnost v červenci roku 2022.